# ウォタプル・カタルカラ語
ウォタプル・カタルカラ語（ウォタプル・カタルカラご）はインド・ヨーロッパ語族インド・イラン語派ダルド語群コヒスタン諸語に属する言語である。ウォタプリ・カタルカライとも呼ばれる。消滅したといわれている。アフガニスタンのヌーリスターン州のウォタプル(Wotapur)とカタルカラ(Katarqala)が言語名の由来である。